# Amphiscirpus nevadensis
Amphiscirpus es un género monotípico de plantas herbáceas de la familia de las ciperáceas. Su única especie, Amphiscirpus nevadensis, (S.Watson) Oteng-Yeb. es originaria de América.   

## Taxonomía
Amphiscirpus nevadensis fue descrito por (S.Watson) Oteng-Yeb. y publicado en Notes from the Royal Botanic Garden, Edinburgh 33(2): 308. 1974.
Etimología
Amphiscirpus: nombre genérico que deriva de las palabras griegas: amphi = "cercana, como", y el género de hierbas Scirpus.
nevadensis: epíteto geográfico que alude a su localización en Nevada o Sierra Nevada.
Sinonimia
- Isolepis oreophila Phil.
- Schoenoplectus nevadensis (S.Watson) Soják
- Scirpus chubutensis C.B.Clarke
- Scirpus nevadensis S.Watson basónimo
- Scirpus nevadensis var. remireoides (Griseb.) Beetle
- Scirpus remireoides Griseb.[4]